# 野澤英之
野澤 英之（のざわ ひでゆき、1994年8月15日 - ）は、埼玉県和光市出身の元プロサッカー選手。ポジションはミッドフィールダー（MF）。

## 来歴

### プロ入り前
5歳の時にサッカーを始め 2007年からFC東京U-15深川に加入。2008年のU-15高円宮杯では2年生ながら主力としてチームの優勝に貢献。同期の二瓶翼と共に飛び級でのU-18昇格も検討されたが、クラムジーに見舞われたため見送られた。U-18では1年時から中盤の一角に入った。
2010年5月、U-16日本代表候補に追加招集されると ここで評価を掴み、同年7月の新潟国際ユースでは3戦ともボランチで先発出場、翌8月の豊田国際ユースでは3戦連続でフル出場する（U-16日本代表では野沢と植田直通のみ） など代表に定着した。しかし、選手登録上の都合で10月の同年のAFC U-16選手権のメンバーからは外れた。2011年、中盤でのゲームコントロール役としてFIFA U-17ワールドカップに出場。「パスを多く回してリズムを作る（本人談）」役割を担った。

### FC東京
2013年からFC東京トップチームへ昇格。3月23日のヤマザキナビスコカップ鹿島戦で公式戦初出場を記録した。守備には難が有ったが、ランコ・ポポヴィッチ監督からは現役時代のジョゼップ・グアルディオラに通じるプレースタイルと評されていた。
2014年開幕戦のJ1第1節柏戦でJリーグ初出場。好配球でアンカーのポジションを掴み、先発に定着しつつあったが、J1第8節鳥栖戦で外側側副靱帯を損傷 したことにより、その後の出場機会は限られた。
2015年、5月26日にリオデジャネイロ五輪予選兼AFC U－23選手権2016予選の予備登録メンバーに選ばれた。
2016年、8月6日の2nsステージ・J1第7節のジュビロ磐田戦では、高橋秀人に変わって途中出場して今季J1初出場を果たした。

### レンタル時代
2017年、FC岐阜に期限付き移籍。FC岐阜ではボランチではなく、サイドバックでプレーした。
2018年は愛媛FCに期限付き移籍。7月21日、第24節のファジアーノ岡山FC戦で移籍後初得点を決めた。2019年は期限付き移籍期間を延長して愛媛に残留。

### ヴァンフォーレ甲府
2020年、ヴァンフォーレ甲府に完全移籍。
2022年10月、同年シーズンをもって現役引退と発表した。

## 所属クラブ
- リオFC
- 2007年 - 2009年 FC東京U-15深川
- 2010年 - 2012年 FC東京U-18 (埼玉県立和光国際高等学校[24][4])
- 2013年 - 2019年  FC東京
  - 2014年 - 2015年  Jリーグ・アンダー22選抜
  - 2017年  FC岐阜（期限付き移籍）
  - 2018年 - 2019年  愛媛FC（期限付き移籍）
- 2020年 - 2022年  ヴァンフォーレ甲府

## 個人成績
| 国内大会個人成績 | 国内大会個人成績 | 国内大会個人成績 | 国内大会個人成績 | 国内大会個人成績 | 国内大会個人成績 | 国内大会個人成績 | 国内大会個人成績 | 国内大会個人成績 | 国内大会個人成績 | 国内大会個人成績 | 国内大会個人成績 |
| 年度             | クラブ           | 背番号           | リーグ           | リーグ戦         | リーグ戦         | リーグ杯         | リーグ杯         | オープン杯       | オープン杯       | 期間通算         | 期間通算         |
| 年度             | クラブ           | 背番号           | リーグ           | 出場             | 得点             | 出場             | 得点             | 出場             | 得点             | 出場             | 得点             |
| 日本             | 日本             | 日本             | 日本             | リーグ戦         | リーグ戦         | リーグ杯         | リーグ杯         | 天皇杯           | 天皇杯           | 期間通算         | 期間通算         |
| ---------------- | ---------------- | ---------------- | ---------------- | ---------------- | ---------------- | ---------------- | ---------------- | ---------------- | ---------------- | ---------------- | ---------------- |
| 2013             | FC東京           | 34               | J1               | 0                | 0                | 1                | 0                | 0                | 0                | 1                | 0                |
| 2014             | FC東京           | 34               | J1               | 4                | 0                | 1                | 0                | 0                | 0                | 5                | 0                |
| 2015             | FC東京           | 34               | J1               | 3                | 0                | 1                | 0                | 0                | 0                | 4                | 0                |
| 2016             | FC東京           | 34               | J1               | 2                | 0                | 1                | 0                | 0                | 0                | 3                | 0                |
| 2017             | 岐阜             | 8                | J2               | 14               | 0                | -                | -                | 2                | 0                | 16               | 0                |
| 2018             | 愛媛             | 6                | J2               | 29               | 1                | -                | -                | 1                | 0                | 30               | 1                |
| 2019             | 愛媛             | 6                | J2               | 28               | 1                | -                | -                | 1                | 0                | 29               | 1                |
| 2020             | 甲府             | 6                | J2               | 25               | 0                | -                | -                | -                | -                | 25               | 0                |
| 2021             | 甲府             | 6                | J2               | 29               | 1                | -                | -                | 0                | 0                | 29               | 1                |
| 2022             | 甲府             | 6                | J2               | 6                | 0                | -                | -                | 0                | 0                | 6                | 0                |
| 通算             | 日本             | 日本             | J1               | 9                | 0                | 4                | 0                | 0                | 0                | 13               | 0                |
| 通算             | 日本             | 日本             | J2               | 131              | 3                | -                | -                | 4                | 0                | 135              | 3                |
| 総通算           | 総通算           | 総通算           | 総通算           | 140              | 3                | 4                | 0                | 4                | 0                | 148              | 3                |

その他の公式戦
| 2014   | J-22   | -      | J3     | 5  | 0 | 5  | 0 |
| 2015   | J-22   | -      | J3     | 8  | 0 | 8  | 0 |
| 2016   | F東23  | 34     | J3     | 26 | 1 | 26 | 1 |
| 通算   | 日本   | 日本   | J3     | 39 | 1 | 39 | 1 |
| 総通算 | 総通算 | 総通算 | 総通算 | 39 | 1 | 39 | 1 |

| 国際大会個人成績 | 国際大会個人成績 | 国際大会個人成績 | 国際大会個人成績 | 国際大会個人成績 |
| 年度             | クラブ           | 背番号           | 出場             | 得点             |
| AFC              | AFC              | AFC              | ACL              | ACL              |
| ---------------- | ---------------- | ---------------- | ---------------- | ---------------- |
| 2016             | FC東京           | 34               | 0                | 0                |
| 通算             | AFC              | AFC              | 0                | 0                |

出場歴
- 公式戦初出場 - 2013年3月23日 ヤマザキナビスコカップGL第2節 vs鹿島アントラーズ（カシマ）
- Jリーグ初出場 - 2014年3月1日 J1第1節 vs柏レイソル（柏）
- Jリーグ初得点 - 2016年7月16日 J3第13節 vsFC琉球（沖縄県陸）

## 代表・選抜歴
- 埼玉県選抜
  - 2010年 - 国民体育大会サッカー競技・千葉国体[4] (ベスト16)
- U-16日本代表
  - 2010年 - 第11回豊田国際ユースサッカー大会 (2位)
- U-17日本代表
  - 2010年 - 第14回国際ユースサッカー in 新潟 (2位)
  - 2011年 - スロバキアカップ2011 (3位)
  - 2011年 - 2011 FIFA U-17ワールドカップ (ベスト8)
- U-19日本代表
  - 2013年 - アルクディア国際ユースサッカートーナメント (グループリーグ)
- U-20日本代表
  - 2013年 - 国際親善試合
- U-21日本代表
  - 2014年 - アジア競技大会[25] (ベスト8)

## タイトル
FC東京U-15
- 高円宮杯全日本ユースサッカー選手権 (U-15)大会：1回（2008年）

FC東京U-18
- 高円宮杯U-18サッカーリーグ プリンスリーグ関東：1回（2010年）

ヴァンフォーレ甲府
- 天皇杯JFA全日本サッカー選手権大会：1回（2022年）